# 林道 (永樂進士)
林道，福建福州府闽县人，明朝政治人物、進士出身。

## 生平
永樂十二年（1414年）甲午科福建鄉試中舉。永樂十三年，聯捷乙未科進士，歷任监察御史。